# Celidomphax quadrimacula
Celidomphax quadrimacula är en fjärilsart som beskrevs av Antonius Johannes Theodorus Janse 1935. Celidomphax quadrimacula ingår i släktet Celidomphax och familjen mätare. Inga underarter finns listade i Catalogue of Life.